# Purpura bufo
Purpura bufo is een slakkensoort uit de familie van de Muricidae. De wetenschappelijke naam van de soort werd in 1822 voor het eerst geldig gepubliceerd door Jean-Baptiste de Lamarck.

## Beschrijving
Het grote, zware, dikwandige schelp van Purpura bufo, dat bij volwassen slakken een lengte van maximaal 6,5 cm bereikt, heeft een sterk opgezwollen winding en een korte draad. De winding, die een groot deel van het schelp in beslag neemt, is voorzien van brede bruine en witte spiraalribben, gescheiden door smalle groeven. Er zijn ook grote, duidelijk afgescheiden knooppunten. De pariëtale callus is breed en dik. De buitenste lip van de mond is naar buiten gebogen. De schelp heeft geen navel. Het achterste kanaal is diep, het voorste sifonkanaal is naar boven gebogen. De mond en de binnenkant van de schelp zijn wit of roze.

## Verspreiding, leefgebied en levensstijl
Purpura bufo komt voor in het Indo-Pacifische gebied, van de kusten van Zuid- en Oost-Afrika tot Papoea-Nieuw-Guinea, in het noorden tot Japan en in het zuiden tot Queensland. Hij komt vooral veel voor langs de kusten van India. Hij leeft in de getijdenzone op rotsen en zand, maar ook in riviermondingen. De slak eet zowel mosselen als zeepokken. Om bij het vlees te komen, boort hij met zijn rasptong een gat in de schelp.